# Clan (televisieserie)
Clan is een televisieserie gecreëerd door showrunner Malin-Sarah Gozin en geregisseerd door Kaat Beels en Nathalie Basteyns. De opnames zijn halfweg augustus 2011 gestart en liepen tot eind januari 2012. Het programma werd in het najaar van 2012 uitgezonden op de Belgische zender VTM. In Nederland werd de serie vanaf 19 mei 2013 uitgezonden op RTL 4.
De reeks kwam in opspraak toen de moord op Stijn Saelens, ook wel bekend als de "Kasteelmoord" in de actualiteit kwam. De reeks zou meerdere gelijkenissen vertonen met het voorval.
In 2022 verscheen de Engelstalige remake van het programma, Bad Sisters, op Apple TV+.

## Verhaal
Sinds de vroege dood van hun beide ouders vormden vijf zussen een hechte clan, tot een van hen, Goedele, plots trouwde. De andere zussen zien de duivelse echtgenoot Jean-Claude ("De Kloot") als oorzaak van alle ellende en beramen verschillende plannen om hem uit de weg te ruimen. Uiteindelijk, na enkele mislukte pogingen, slagen ze in hun plan. Maar twee verzekeringsagenten van Jean-Claude zijn echter van mening dat zijn dood geen ongeluk was en gaan op onderzoek uit.
Helaas hadden verschillende moordplannen tragische gevolgen:
Brand in de chalet

Eva en Birgit beramen samen het eerste plan. Wanneer Jean-Claude op weekend gaat naar de Ardennen, zetten Eva en Birgit een plan in actie om zijn chalet in de vlammen te laten opgaan terwijl hij binnen is. Op het moment dat de chalet in brand schiet en ontploft, is Jean-Claude buiten aan het bellen.
Vergiftigde lever

Wanneer Veerle betrapt wordt met haar minnaar door Jean-Claude, doet ze ook mee aan een nieuw plan. Ze vergiftigen een lever, Jean-Claudes lievelingseten. Helaas wordt de lever opgegeten door zijn hond Oscar en die sterft hieraan.
Elektrocuteren in bad

Nu ook Rebekka meedoet met het project, bedenken de zussen een nieuw plan. Ze zorgen ervoor dat de radio in bad valt als Jean-Claude erin zit. Maar op het moment dat dit gebeurt, is Jean-Claude uit bad gestapt om de lastige kat het huis uit te zetten. Doordat de elektriciteit uitviel, stierf een buurtbewoner omdat hij in het donker van de trap viel.
Doodschieten tijdens paintball

Gedurende de jaarlijkse uitstap gaat de hele familie paintballen. Daar proberen Eva, Birgit, Veerle en Rebekka om via het litteken op Jean-Claudes voorhoofd, met een bevroren balletje, zijn hersenen te raken. Maar door een toevallige verwisseling van de gezichtsbeschermers, mikt Birgit op de verkeerde persoon. Doordat Rebekka haar tegenhield, schoot ze per ongeluk deze persoon recht in het oog.
Ophangen in de garage

De zussen doen Rohypnol in zijn neusspray waardoor Jean-Claude verdoofd raakt. Ze brengen hem naar de garage waar ze hem ophangen zodat het zelfmoord lijkt. Helaas zien de buurman en de buurvrouw het incident gebeuren en kunnen ze hem tijdig van de strop halen. Ze bellen de hulpdiensten maar de vier zussen zijn ondertussen al verdwenen en zijn ervan overtuigd dat hun plan gelukt is.
Huurmoordenaar

Na enig zoekwerk kunnen de zussen een huurmoordenaar strikken die Jean-Claude uit de weg wil ruimen. Veerle speelt de crimineel echter per ongeluk de gegevens van privédetective De Clerck door, in plaats van de gegevens van Jean-Claude zelf. De huurmoordenaar doet De Clerck verdwijnen door hem in hondenvoer te verwerken.
Opsluiten in vrieskamer

Rebekka ontdekt dat Jean-Claude het lichaam van zijn overleden vader in de vrieskamer van zijn ouderlijk huis bewaart. Weduwe Hermin onthult dat Jean-Claude maandelijks de ijsvoorraad bijvult, wat de zussen op het idee brengt hem tijdens dit ritueel op te sluiten en te laten doodvriezen. Rebekka tekent voor deze opdracht en verstopt zich in de kelder van Hermin. Wanneer ze iemand de vrieskamer hoort binnengaan, barricadeert ze de deur, in de overtuiging dat het om Jean-Claude gaat. Niets is minder waar: Hermin is opgesloten en blijkt reeds overleden wanneer Jean-Claude arriveert.
Strychnine (deel 1)

Veerle heeft in het ziekenhuis strychnine kunnen bemachtigen. Na de veertigste verjaardag van Goedele, willen ze Jean-Claude zo aan zijn einde brengen. Ze rijden hem en Goedele achterna, naar de Ardennen. Eens ze daar arriveren blijkt Jean-Claude al overleden te zijn.
De moord: wurging

De uiteindelijke moord werd gepleegd door Jean-Claude zijn echtgenote, Goedele. Goedele wurgde hem tijdens een ruzie met zijn pyjama. Na zijn dood bekeek ze een biografische film over Isadora Duncan, wat haar op het idee bracht om de moord op een ongeluk te laten lijken. Ze deed Jean-Claude een lange sjaal om en liet die vastdraaien aan een wiel van zijn quad. Door wat gas te geven werd zijn hoofd achterover getrokken. De ochtend nadien belde Goedele de politie om de verdwijning van Jean-Claude te melden. Wanneer ze het lichaam van Jean-Claude vinden, denken ze dat het om een ongeluk gaat. De andere zussen zijn er aanvankelijk niet van op de hoogte dat Goedele de moord heeft gepleegd. Ze verdenken een heleboel andere mensen, want Jean-Claude had namelijk genoeg vijanden.
Strychnine (deel 2)

Wanneer verzekeringsagent Mathias te weten komt wat er gebeurd is, gaat hij bij Rebekka langs. Rebekka, die intussen in het bezit is van de strychnine, heeft van haar zussen de opdracht gekregen hem te vergiftigen, zodat hij de politie niet kan contacteren. Dit lukt haar echter niet omdat ze verliefd is op hem. Ze stoot met opzet zijn glas om zodat hij er niet van kan drinken. Mathias bekent dat hij en zijn broer ook in de problemen zitten: de verzekeringsclaim van Jean-Claude was door hun vader bewust niet correct aangemaakt en daarom kunnen ze nu opgepakt worden voor fraude. Mathias en de zussen Goethals komen tot de beslissing om de levensverzekering niet uit te betalen, zodat beide partijen niet in de problemen komen. Echter, wanneer Rebekka niet thuis is, ontsnapt haar tamme rat Pastis. Het diertje drinkt van de omgestoten cola met strychnine.

## Rolverdeling

### Hoofdrollen
| Acteur                | Personage                       | Opmerkingen |
| --------------------- | ------------------------------- | --- |
| Barbara Sarafian      | Eva Goethals                    | Single, onvruchtbaar, psychologisch verleden, oudste zus.                                                                                        |
| Kristine Van Pellicom | Veerle Goethals                 | Getrouwd, drie kinderen, verpleegster, bedriegt haar man met Ben Oostvogels.                                                                     |
| Ruth Becquart         | Birgit "Bibi" Goethals          | Getrouwd, twee kinderen, bibliothecaresse, autistisch, voormalig kruisboogkampioene, oog verloren in ongeluk toen Jean-Claude aan het stuur zat. |
| Maaike Neuville       | Rebekka "Bekka" Goethals        | Single, kinesiste, jongste zus. |
| Inge Paulussen        | Goedele "Goele" Goethals        | Getrouwd met Jean-Claude, één kind, huisvrouw.                                                                                                   |
| Dirk Roofthooft       | Jean-Claude "De Kloot" Delcorps | Getrouwd met Goedele, één kind, gehate schoonbroer.                                                                                              |
| Geert Van Rampelberg  | Mathias Dewitt                  | Verzekeringsagent, relatie met Rebekka. |
| Robbie Cleiren        | Thomas Dewitt                   | Verzekeringsagent. |

### Bijrollen
| Acteur            | Personage             | Opmerkingen                           |
| ----------------- | --------------------- | ------------------------------------- |
| Steve Geerts      | Boris Engelen         | Getrouwd met Birgit                   |
| Mathijs Scheepers | Wouter Cox            | Getrouwd met Veerle                   |
| Tibo Vandenborre  | Ben Oostvogels        | Minnaar van Veerle                    |
| Stefaan Degand    | Roger Verspechten     | Een vriend van Jean-Claude en Goedele |
| Gilda De Bal      | Irène                 | Buurvrouw van Jean-Claude en Goedele  |
| Jaak Van Assche   | Valère Bols           | Buurman van Jean-Claude en Goedele    |
| Emilia Florentie  | Bloeme Delcorps       | Dochter van Jean-Claude en Goedele    |
| Sien Eggers       | Hermin "Min" Delcorps | Moeder van Jean-Claude                |
| Gert Winckelmans  | Frederik Lint         | Collega van Eva en Jean-Claude        |
| Herbert Flack     | Gerard Wijnants       | Baas van Eva en Jean-Claude           |
| Greg Timmermans   | Kurt Wijnants         | Zoon van Gerard                       |

### Gastrollen
| Acteur               | Personage         | Opmerkingen                                                    |
| -------------------- | ----------------- | -------------------------------------------------------------- |
| Mona Lahousse        | Emily Cox         | Dochter van Wouter en Veerle                                   |
| Lucie Plasschaert    | Noor Cox          | Dochter van Wouter en Veerle                                   |
| Mano Dewulf          | Sander Cox        | Zoon van Wouter en Veerle                                      |
| Emiel Ravijts        | Gaston Delcorps   | Vader van Jean-Claude                                          |
| Felix Maesschalck    | Ruben Engelen     | Zoon van Boris en Birgit                                       |
| Rube Nuyts           | Bjorn Engelen     | Zoon van Boris en Birgit                                       |
| Hans De Munter       | Meneer Custermans | Dreigt licentie van "Verzekeringen DeWitt & Zonen" af te nemen |
| Nico Sturm           | Kevin             | Politieagent                                                   |
| Frank Focketyn       | Danny             | Politieagent                                                   |
| Ivan Pecnik          | Willy             | Collega van Eva, Jean-Claude en Frederik                       |
| David Dermez         |                   | Collega van Eva, Jean-Claude, Frederik en Willy                |
| Bernard Van Hecke    |                   | Collega van Eva, Jean-Claude, Frederik en Willy                |
| Koen De Graeve       | Willem            | Ex-vriend van Eva                                              |
| Weidong Hé           | Gang Wang         | Eigenaar Chinees restaurant                                    |
| Warre Borgmans       | Freddy De Wolf    | Expert in huurmoordenaars                                      |
| Jakob Beks           | De Clerck         | Privédetective                                                 |
| Marianne Devriese    | Marie             | Vrouw van Thomas Dewitt                                        |
| Peter Pype           | Tom               | Verpleger                                                      |
| Tania Van der Sanden | Nancy             | Kennis van Goedele bij de tekenclub                            |
| Frank Dierens        |                   | Wetsdokter                                                     |
| Veerle Malschaert    |                   | Gemeenteambtenaar                                              |

## Stamboom familie Goethals
|  |  |              |              |              |              |              |              |            |            |            |            |                 |                 |                 |                 |                 |                 |           |           | Onbekend   | Onbekend   | Onbekend   | Onbekend   | Onbekend   | Onbekend   |          |          | Onbekend | Onbekend | Onbekend | Onbekend | Onbekend | Onbekend |                 |                 |                 |                 |                 |                 |  |  |               |               |               |               |               |               |  |  |  |  |                  |                  |                  |                  |                  |                  |  |  |  |  |                  |                  |                  |                  | Gaston Delcorps  | Gaston Delcorps  | Gaston Delcorps | Gaston Delcorps | Gaston Delcorps      | Gaston Delcorps      |                      |                      | Hermin Delcorps      | Hermin Delcorps      | Hermin Delcorps | Hermin Delcorps | Hermin Delcorps | Hermin Delcorps |  |  |  |  |  |  |  |  |  |  |  |  |  |  |  |  |  |  |
|  |  |              |              |              |              |              |              |            |            |            |            |                 |                 |                 |                 |                 |                 |           |           | Onbekend   | Onbekend   | Onbekend   | Onbekend   | Onbekend   | Onbekend   |          |          | Onbekend | Onbekend | Onbekend | Onbekend | Onbekend | Onbekend |                 |                 |                 |                 |                 |                 |  |  |               |               |               |               |               |               |  |  |  |  |                  |                  |                  |                  |                  |                  |  |  |  |  |                  |                  |                  |                  | Gaston Delcorps  | Gaston Delcorps  | Gaston Delcorps | Gaston Delcorps | Gaston Delcorps      | Gaston Delcorps      |                      |                      | Hermin Delcorps      | Hermin Delcorps      | Hermin Delcorps | Hermin Delcorps | Hermin Delcorps | Hermin Delcorps |  |  |  |  |  |  |  |  |  |  |  |  |  |  |  |  |  |  |
|  |  |              |              |              |              |              |              |            |            |            |            |                 |                 |                 |                 |                 |                 |           |           |            |            |            |            |            |            |          |          |          |          |          |          |          |          |                 |                 |                 |                 |                 |                 |  |  |               |               |               |               |               |               |  |  |  |  |                  |                  |                  |                  |                  |                  |  |  |  |  |                  |                  |                  |                  |                  |                  |                 |                 |                      |                      |                      |                      |                      |                      |                 |                 |                 |                 |  |  |  |  |  |  |  |  |  |  |  |  |  |  |  |  |  |  |
|  |  |              |              |              |              |              |              |            |            |            |            |                 |                 |                 |                 |                 |                 |           |           |            |            |            |            |            |            |          |          |          |          |          |          |          |          |                 |                 |                 |                 |                 |                 |  |  |               |               |               |               |               |               |  |  |  |  |                  |                  |                  |                  |                  |                  |  |  |  |  |                  |                  |                  |                  |                  |                  |                 |                 |                      |                      |                      |                      |                      |                      |                 |                 |                 |                 |  |  |  |  |  |  |  |  |  |  |  |  |  |  |  |  |  |  |
|  |  | Eva Goethals | Eva Goethals | Eva Goethals | Eva Goethals | Eva Goethals | Eva Goethals |            |            |            |            | Veerle Goethals | Veerle Goethals | Veerle Goethals | Veerle Goethals | Veerle Goethals | Veerle Goethals |           |           | Wouter Cox | Wouter Cox | Wouter Cox | Wouter Cox | Wouter Cox | Wouter Cox |          |          |          |          |          |          |          |          | Birgit Goethals | Birgit Goethals | Birgit Goethals | Birgit Goethals | Birgit Goethals | Birgit Goethals |  |  | Boris Engelen | Boris Engelen | Boris Engelen | Boris Engelen | Boris Engelen | Boris Engelen |  |  |  |  | Rebekka Goethals | Rebekka Goethals | Rebekka Goethals | Rebekka Goethals | Rebekka Goethals | Rebekka Goethals |  |  |  |  | Goedele Goethals | Goedele Goethals | Goedele Goethals | Goedele Goethals | Goedele Goethals | Goedele Goethals |                 |                 | Jean-Claude Delcorps | Jean-Claude Delcorps | Jean-Claude Delcorps | Jean-Claude Delcorps | Jean-Claude Delcorps | Jean-Claude Delcorps |                 |                 |                 |                 |  |  |  |  |  |  |  |  |  |  |  |  |  |  |  |  |  |  |
|  |  | Eva Goethals | Eva Goethals | Eva Goethals | Eva Goethals | Eva Goethals | Eva Goethals |            |            |            |            | Veerle Goethals | Veerle Goethals | Veerle Goethals | Veerle Goethals | Veerle Goethals | Veerle Goethals |           |           | Wouter Cox | Wouter Cox | Wouter Cox | Wouter Cox | Wouter Cox | Wouter Cox |          |          |          |          |          |          |          |          | Birgit Goethals | Birgit Goethals | Birgit Goethals | Birgit Goethals | Birgit Goethals | Birgit Goethals |  |  | Boris Engelen | Boris Engelen | Boris Engelen | Boris Engelen | Boris Engelen | Boris Engelen |  |  |  |  | Rebekka Goethals | Rebekka Goethals | Rebekka Goethals | Rebekka Goethals | Rebekka Goethals | Rebekka Goethals |  |  |  |  | Goedele Goethals | Goedele Goethals | Goedele Goethals | Goedele Goethals | Goedele Goethals | Goedele Goethals |                 |                 | Jean-Claude Delcorps | Jean-Claude Delcorps | Jean-Claude Delcorps | Jean-Claude Delcorps | Jean-Claude Delcorps | Jean-Claude Delcorps |                 |                 |                 |                 |  |  |  |  |  |  |  |  |  |  |  |  |  |  |  |  |  |  |
|  |  |              |              |              |              |              |              |            |            |            |            |                 |                 |                 |                 |                 |                 |           |           |            |            |            |            |            |            |          |          |          |          |          |          |          |          |                 |                 |                 |                 |                 |                 |  |  |               |               |               |               |               |               |  |  |  |  |                  |                  |                  |                  |                  |                  |  |  |  |  |                  |                  |                  |                  |                  |                  |                 |                 |                      |                      |                      |                      |                      |                      |                 |                 |                 |                 |  |  |  |  |  |  |  |  |  |  |  |  |  |  |  |  |  |  |
|  |  |              |              |              |              |              |              |            |            |            |            |                 |                 |                 |                 |                 |                 |           |           |            |            |            |            |            |            |          |          |          |          |          |          |          |          |                 |                 |                 |                 |                 |                 |  |  |               |               |               |               |               |               |  |  |  |  |                  |                  |                  |                  |                  |                  |  |  |  |  |                  |                  |                  |                  |                  |                  |                 |                 |                      |                      |                      |                      |                      |                      |                 |                 |                 |                 |  |  |  |  |  |  |  |  |  |  |  |  |  |  |  |  |  |  |
|  |  |              |              |              |              |              |              | Sander Cox | Sander Cox | Sander Cox | Sander Cox | Sander Cox      | Sander Cox      |                 |                 | Emily Cox       | Emily Cox       | Emily Cox | Emily Cox | Emily Cox  | Emily Cox  |            |            | Noor Cox   | Noor Cox   | Noor Cox | Noor Cox | Noor Cox | Noor Cox |          |          |          |          | Ruben Engelen   | Ruben Engelen   | Ruben Engelen   | Ruben Engelen   | Ruben Engelen   | Ruben Engelen   |  |  | Bjorn Engelen | Bjorn Engelen | Bjorn Engelen | Bjorn Engelen | Bjorn Engelen | Bjorn Engelen |  |  |  |  |                  |                  |                  |                  |                  |                  |  |  |  |  |                  |                  |                  |                  | Bloeme Delcorps  | Bloeme Delcorps  | Bloeme Delcorps | Bloeme Delcorps | Bloeme Delcorps      | Bloeme Delcorps      |                      |                      |                      |                      |                 |                 |                 |                 |  |  |  |  |  |  |  |  |  |  |  |  |  |  |  |  |  |  |

Opmerkingen
- Gaston Delcorps en de ouders van de zussen Goethals zijn reeds overleden in het begin van de reeks.
- Jean-Claude en Hermin Delcorps overlijden tijdens de reeks.
- Van sommige personages is geen naam bekend.

## Afleveringen
| Nr. | Titel                           | Live-kijkers | Live-marktaandeel | Live+6-kijkers | Live+6-marktaandeel | Eerste uitzending |
| --- | ------------------------------- | ------------ | ----------------- | -------------- | ------------------- | ----------------- |
| 1   | Bloedband                       | 641.642      | 32,82 %           | 833.583        | 37,30 %             | 3 september 2012  |
| 2   | Inferno                         | 671.538      | 34,32 %           | 855.985        | 38,40 %             | 10 september 2012 |
| 3   | Leverdag                        | 662.390      | 28,75 %           | 855.409        | 32,40 %             | 17 september 2012 |
| 4   | Hoogspanning                    | 615.756      | 27,85 %           | 807.674        | 31,60 %             | 24 september 2012 |
| 5   | Oog om oog                      | 742.229      | 30,55 %           | 944.650        | 33,70 %             | 1 oktober 2012    |
| 6   | In de knoop                     | 753.760      | 32,44 %           | 967.327        | 35,50 %             | 8 oktober 2012    |
| 7   | Professionele hulp              | 607.738      | 25,50 %           | 875.352        | 30,70 %             | 15 oktober 2012   |
| 8   | Kareltje                        | 647.847      | 27.96 %           | 916.474        | 33,10 %             | 22 oktober 2012   |
| 9   | Twee lijken en een laatste plan | 727.955      | 29,43 %           | 993.585        | 34,00 %             | 29 oktober 2012   |
| 10  | Een sponsen pyjama (Ontknoping) | 692.319      | 29,73 %           | 974.335        | 35,10 %             | 5 november 2012   |

## Trivia
- Het lied dat in de begingeneriek gezongen wordt, is Oh Little Darling van Paul Severs. Het nummer werd door de serie opnieuw populair en stond kort na de laatste aflevering één week vermeld in de Ultratop 50 Back Catalogue.[4][5]
- De serie is sinds 30 november 2012 in België op dvd verkrijgbaar.
- Clan won in 2013 twee Vlaamse Televisie Sterren: Populairste Televisieprogramma en Beste Drama. Daarboven werd acteur Dirk Roofthooft ook bekroond als Beste Acteur die avond voor zijn rol in Clan als Jean-Claude.
- Veerle Goethals (gespeeld door Kristine Van Pellicom) kijkt in aflevering 7 naar de Vlaamse film Linkeroever. In deze film speelt Ruth Becquart (Birgit 'Bibi' Goethals) ook een van de hoofdrollen.